# Marathon van Madrid 1994
De marathon van Madrid 1994 werd gelopen op zondag 24 april 1994. Het was de zeventiende editie van deze marathon.
De wedstrijd bij de mannen werd een zege voor de Marokkaan Abdelkader El Mouaziz in 2:17.39. Bij de vrouwen was een Russische het snelste. Marina Ivanova won de wedstrijd in 2:43.52.

## Uitslagen

### Mannen
| rang   | naam                  | land | tijd    |
| ------ | --------------------- | ---- | ------- |
| Goud   | Abdelkader El Mouaziz | MAR  | 2:17.39 |
| Zilver | Ramiro Matamoros      | ESP  | 2:19.09 |
| Brons  | Juan Ramon Torres     | ESP  | 2:19.23 |
| 4      | Vladimir Fomin        | RUS  | 2:20.18 |
| 6      | Nikolay Kolesnikov    | RUS  | 2:22.02 |
| 7      | Miguel Rios           | ESP  | 2:23.50 |

### Vrouwen
| rang   | naam           | land | tijd    |
| ------ | -------------- | ---- | ------- |
| Goud   | Marina Ivanova | RUS  | 2:43.52 |
| Zilver | Alina Gubeyeva | RUS  | 2:45.40 |
| Brons  | Alzira Lario   | POR  | 2:46.56 |
| 4      | Marina Prat    | ESP  | 2:51.26 |
| 5      | Maria Lopez    | ESP  | 2:52.29 |
| 7      | Joaquina Casas | ESP  | 2:59.37 |

1978 ·
1979 ·
1980 ·
1981 ·
1982 ·
1983 ·
1984 ·
1985 ·
1986 ·
1987 ·
1988 ·
1989 ·
1990 ·
1991 ·
1992 ·
1993 ·
1994 ·
1995 ·
1996 ·
1997 ·
1998 ·
1999 ·
2000 ·
2001 ·
2002 ·
2003 ·
2004 ·
2005 ·
2006 ·
2007 ·
2008 ·
2009 ·
2010 ·
2011 ·
2012 ·
2013 ·
2014 ·
2015 ·
2016 ·
2017